# Nassarius nuceus
Nassarius nuceus is een slakkensoort uit de familie van de Nassariidae. De wetenschappelijke naam van de soort is voor het eerst geldig gepubliceerd in 1869 door Pease.